# LIBS
La LIBS, acronimo dell'inglese Laser Induced Breakdown Spectroscopy o, talvolta, LIPS, acronimo dell'inglese Laser Induced Plasma Spectroscopy, è una tecnica che permette di effettuare analisi sia qualitative che quantitative, tramite lo studio dello spettro ottico emesso dal plasma generato dall'interazione tra una radiazione laser ad alta potenza e un campione che può essere solido, gassoso o liquido.

## Descrizione
La LIBS è un tipo di spettroscopia di emissione atomica che utilizza un impulso laser ad alta energia come sorgente di eccitazione.
Il laser viene focalizzato in modo da dare luogo alla formazione di un plasma per eccitare il campione in esame. La formazione del plasma ha inizio soltanto quando il laser raggiunge una determinata soglia di rottura ottica che dipende dal materiale in esame e dall'ambiente i cui si trova. Il linea di principio il LIBS può analizzare qualunque materiale indipendente dal suo stato fisico che può essere solido, liquido o gassoso.
Poiché ogni elemento chimico emette radiazioni di frequenza caratteristica quando viene eccitato a temperature sufficientemente alte, La LIBS è teoricamente in grado di rilevare qualunque elemento. Il limite operativo è dato solamente dalla potenza del laser, dalla sensitività e dall'intervallo di rilevazione dello spettrografo rivelatore. Se i costituenti del materiale sono noti, allora si può utilizzare la LIBS per valutare l'abbondanza relativa dei costituenti o la presenza di impurezze. In pratica i limiti di rilevazione dipendono da:
- temperatura di eccitazione del plasma
- finestra operativa di raccolta della luce emessa
- intensità della linea di emissione della transizione in esame

## Sviluppo
L'enorme sviluppo che si è avuto nell'ultimo decennio ha permesso a questa tecnica di ampliare il suo campo d'applicazione; è recente, infatti, il suo utilizzo per l'analisi e l'esplorazione di Marte o l'impiego come micro-propulsore per l'esatto posizionamento dei satelliti.
L'assenza di un pretrattamento del campione ed il semplice set-up sperimentale hanno permesso il suo utilizzo diffuso come tecnica di analisi elementare. Un ulteriore vantaggio è dovuto alla micro-distruttività del campione, in quanto l'unico danno che si apporta è l'ablazione del materiale che crea un foro con dimensioni che dipendono dallo spot del laser focalizzato. L'interazione laser-materia vaporizza la superficie del materiale che si vuole analizzare; ciò porta alla formazione di un plasma in espansione ad alta temperatura (6.000 - 20.000 K).

Durante l'espansione del plasma, le collisioni anelastiche degli elettroni con le particelle pesanti guidano i processi principali di transizione degli elettroni di legame tra i vari livelli energetici, mentre la concentrazione delle particelle cariche all'interno del plasma è controllata dai processi di ionizzazione per impatto elettronico e ricombinazione a tre corpi.